# آتیه، سم
آتیه (به فرانسوی: Athies) یک روستا در فرانسه است که در کمون سم در منطقه او-دو-فرانس واقع شده‌است. آتیه ۱۰٫۶۷ کیلومتر مربع مساحت و ۵۹۶ نفر جمعیت دارد و ۷۸ متر بالاتر از سطح دریا واقع شده‌است.
این روستا در دره اومینیون واقع شده و جاده ناسیونال شماره ۳۷ که هم‌اکنون شماره آن ۹۳۷ شده‌است از آن عبور می‌کند.

## واژه‌شناسی
آتیه در قرن ششم میلادی در زندگی‌نامه ملکه سنت رادگون ذکر شده‌است.

## تاریخچه
سازه‌های یک ویلای فرانسوی -رومی که در جنگل‌های  سنت جان با عکس برداری هوایی ۳٬۴ پیدا شده و مسیر صلیب ۵ و گلدان‌های رومی در روستا کشف شد.
تاریخ آتیه مملو از بسیاری از وقایع جنگ و ویرانی است. رمی‌ها این روستا را ویران کرده‌اند. در قرن سوم نیز آتیه بعنوان «شهر ویران» نامیده شده‌است.